# Alfred Schoep
Alfred Ferdinandus Maria Ghislenus Schoep (* 6. Juni 1881 in Gent, Belgien; † 1. Juni 1966) war ein belgischer Geograph und Professor der Mineralogie, Geologie und Kristallographie an der Universität Gent.

## Werdegang
Schoep studierte an der Universität Gent und promovierte 1904 in Geographie sowie 1906 in Naturwissenschaft (Mineralogie, Geologie und Kristallographie). Anschließend erhielt er dort eine Assistentenstelle in der Analytischen Chemie, die er von 1906 bis 1910 innehatte.
Von 1910 bis 1913 beteiligte er sich als Mineraloge an der geologischen Expedition ins südliche Katanga unter der Leitung von Constant Guillemain. Im Jahr darauf arbeitete er in Russland und erforschte unter anderem das Gebiet um den Donez, den Kaukasus und die Küste des Kaspischen Meeres.
1919 wurde Schoep zum Juniorprofessor der Mineralogie an der wissenschaftlichen Fakultät der Universität Gent und 1925 auch für den Bereich Mineralogie und Kristallographie an der Polytechnischen Fakultät (ehemalige Bergbauschule) in Mons (Provinz Hennegau) berufen.
1929 wurde er als ordentlicher Professor der Mineralogie, Kristallographie und der Angewandten Mineralogie (Erzlagerstätten) an die Naturwissenschaftliche Fakultät der Universität Gent berufen und 1932 zum Direktor der Schule der Technologie.
1951 ging Schoep als Professor Emeritus in den Ruhestand.

## Privates
Alfred Schoep war der Sohn von Euphras Charles Schoep und L. Uytterhaegen und verheiratet mit Angele Pauline Van Heesvelde. Aus der Ehe gingen keine Kinder hervor.

## Von ihm beschriebene Minerale
- 1921 Curit und Kasolit
- 1922 Becquerelit, Soddyit und Dewindtit
- 1924 Sklodowskit
- 1926 Ianthinit
- 1928 Julienit
- 1932 Vandenbrandeit
- 1947 zusammen mit Sadi Stradiot Paraschoepit und den später als Schoepit identifizierten Epiianthinit[1]

## Ehrungen
Das 1923 von Thomas Leonard Walker (1867–1942) beschriebene Mineral Schoepit wurde nach ihm benannt. 1927 wurde er Mitglied der „Mineralogical Society of America“ und 1951 Mitglied der „American Association for the Advancement of Science“ (AAAS).